# Farsunds flygplats, Lista
Farsunds flygplats, Lista (norska: Farsund lufthavn, Lista) är en numera stängd militär och regional flygplats i Farsunds kommun i Norge. Flygplatsen, som var Norges sydligaste , stängdes 2002 och ägs idag av Lista flypark AS. Bana 09/27 är stängd.